# Sukomoro (plaats in Nganjuk)
Sukomoro is een bestuurslaag in het regentschap Nganjuk van de provincie Oost-Java, Indonesië. Sukomoro telt 3152 inwoners (volkstelling 2010).